# Live at Red Rocks 8.15.95
Live at Red Rocks 8.15.95 – album koncertowy zespołu rockowego Dave Matthews Band. Płyta ta dokumentuje występ zespołu, który miał miejsce w Red Rocks Amphitheatre 15 sierpnia 1995 roku, podczas trasy promującej debiutancki album Under the Table and Dreaming.

## Lista utworów

### Disc one
1. "Seek Up" – 13:29
2. "Proudest Monkey" – 7:04
3. "Satellite" – 5:07
4. "Two Step" – 9:21
5. "The Best of What’s Around" – 6:18
6. "Recently" – 6:12
7. "Lie in Our Graves" – 8:19
8. "Dancing Nancies" – 9:12
9. "Warehouse" – 8:04

### Disc two
1. "Tripping Billies" – 4:49
2. "Drive In Drive Out" – 6:20
3. "Lover Lay Down" – 6:23
4. "Rhyme and Reason" – 7:03
5. "#36" – 12:55
6. "Ants Marching" – 6:52
Encore:
7. "Typical Situation" – 7:01
8. "All Along the Watchtower" (Dylan) – 7:03

## Muzycy biorący udział w nagraniu
- Carter Beauford – instrumenty perkusyjne
- Stefan Lessard – gitara basowa
- Dave Matthews – gitara akustyczna, śpiew
- LeRoi Moore – saksofon, klarnet, instrumenty dęte
- Boyd Tinsley – skrzypce

## Gościnnie
- Tim Reynolds – gitara elektryczna